# كلير أوستين
كلير أوستين (بالإنجليزية: Claire Austin)‏ هي عازفة الجاز ومغنية أمريكية، ولدت في 21 نوفمبر 1918 في ياكيما في الولايات المتحدة، وتوفيت في 17 يونيو 1994.

## وصلات خارجية
- كلير أوستين على موقع ميوزك برينز (الإنجليزية)
- كلير أوستين على موقع أول ميوزيك (الإنجليزية)
- كلير أوستين على موقع ديسكوغز (الإنجليزية)